# V(D)J-recombinatie
V(D)J-recombinatie is een vorm van genherschikking die nodig is voor de vorming van het enorme repertoire aan immunoglobulinen en T-celreceptoren. Het proces treedt uitsluitend op in ontwikkelende lymfocyten, zowel B-cellen als T-cellen. Tijdens het proces worden er variable (V), diversity (D) en joining (J) genen op willekeurige wijze bij elkaar gevoegd. V(D)J-recombinatie is een cruciaal mechanisme van het verworven immuunsysteem.
V(D)J-recombinatie vindt bij zoogdieren plaats in de primaire lymfoïde organen, het beenmerg en de thymus. Het proces resulteert uiteindelijk in unieke aminozuursequenties in de antigeenbindende gebieden van immunoglobulinen en T-celreceptoren, die mogelijk maken dat het immuunsysteem een gigantisch breed scala aan antigenen kan herkennen. Hierdoor kan het lichaam specifiek reageren op bacteriën, virussen, en afwijkende kankercellen. De grondslagen van V(D)J-recombinatie werden ontdekt door Susumu Tonegawa, die er in 1987 de Nobelprijs voor ontving.

## Immunoglobulinen

Overzicht van het V(D)J-recombinatieproces. De lichte keten van een immunoglobuline wordt gevormd uit willekeurig gekozen en samengevoegde gensegmenten. In dit voorbeeld komt V-segment 3 naast J-segment 3 te liggen.

Gewervelde dieren kunnen een bijna onbeperkt aantal verschillende immunoglobulinen genereren op een opmerkelijk zuinige manier. Ze bezitten hiervoor speciale genetische mechanismen. Ontwikkelende B-cellen voegen afzonderlijke stukken DNA samen, om een enorme verzameling genen te creëren die coderen voor het primaire antilichaamrepertoire. 
Een immunoglobuline (Ig) bestaat uit twee lichte ketens en een twee zware ketens, die elk gecodeerd worden op verschillende loci op aparte chromosomen. Tijdens de ontwikkeling van een B-cel in het beenmerg wordt een volledige coderende sequentie voor elk van de Ig-ketens samengesteld door site-specifieke genetische recombinatie. Een lichte keten wordt gecodeerd door een DNA sequentie die samengesteld wordt uit een lang variable of V-gensegment en een kort joining of J-gensegment. Bij zware ketens is bovendien nog een extra diversity segment of D-gensegment betrokken. Nadat deze verschillende segmenten willekeurig zijn gekozen en bij elkaar zijn gebracht, worden ze getranscribeerd tot één mRNA-molecuul.
De mens heeft vele losse V-, J- en D-gensegmenten in het genoom, en de combinatie van deze segmenten verklaart al voor een belangrijk deel hoe het mogelijk is dat het lichaam zoveel verschillende antilichamen kan maken. Voor de lichte κ-keten kunnen bijvoorbeeld 35 functionele V-segmenten worden samengevoegd met elk van 5 J-segmenten: deze locus kan dus ten minste 175 (35 × 5) verschillende κ-ketens maken. Voor zware ketens is dit, door de keuze uit de ruim 20 extra D-segmenten, nog veel meer. Dankzij V(D)J-recombinatie kan een mens 295 verschillende lichte ketens (175 κ en 120 λ) en 5520 verschillende zware ketens produceren. Samen zouden deze, in principe, dus ruim een miljoen (295 × 5520) verschillende antigeen-bindingsplaatsen kunnen maken.

## T-celreceptoren
Tijdens de ontwikkeling van T-cellen in de thymus vinden er praktisch dezelfde reeks van recombinatiereacties plaats om T-celreceptoren te maken als die bij immunoglobulinen. Diversity en joining segmenten worden herschikt om de β-keten van de TCR te maken. De herschikking van de α-keten van de TCR lijkt sterk op de V-naar-J-herschikking voor de lichte Ig-ketens van antilichamen. De combinatie van de β- en α-ketens leidt tot de in de vorming van de αβ-TCR die een enorm scala aan antigenen kan herkennen.